# برتراند غولدبرغ
برتراند غولدبرغ (بالإنجليزية: Bertrand Goldberg)‏ هو مهندس معماري أمريكي، ولد في 17 يوليو 1913 في شيكاغو في الولايات المتحدة، وتوفي بنفس المكان في 8 أكتوبر 1997.

## وصلات خارجية
- برتراند غولدبرغ على موقع الموسوعة البريطانية (الإنجليزية)